# Tricerophora nigrinervis
Tricerophora nigrinervis is een vlinder uit de familie tastermotten (Gelechiidae). De wetenschappelijke naam van deze soort werd voor het eerst geldig gepubliceerd in 2018 door Bidzilya en Mey.